# Charles Tyrwhitt
Charles Tyrwhitt Shirts Limited, nota anche come Charles Tyrwhitt o CT Shirts, è un'azienda britannica di abbigliamento maschile specializzata in camicie, cravatte, abiti, abbigliamento casual, scarpe e accessori.
Fu fondata come azienda di vendita per corrispondenza nel 1986 da Nicholas Wheeler, uno studente di geografia all'Università di Bristol che ad Eton era stato compagno di classe del futuro premier conservatore Boris Johnson.
L'attività venne inizialmente gestita da un piccolo locale a Fulham Road dove venivano prodotte e spedite camicie da uomo. L'offerta si è ampliata negli anni comprendendo abiti, scarpe, maglieria, accessori e una collezione di abbigliamento business casual, circostanza che ha portato all'apertura di nuovi punti vendita in Inghilterra, Scozia, Francia e Stati Uniti e all'espansione del canale e-commerce. Dal 1997 l'azienda ha il proprio flagship store su Jermyn Street a Londra.
Charles Tyrwhitt è sponsor ufficiale dei New York Jets, della Nazionale maschile di rugby a 15 dell'Inghilterra e del Fulham Football Club.